# Иван Војнић Тунић
Иван (Јанош) Војнић Тунић је био буњевачки културни, политички и јавни радник. Радио је као гимназијски наставник.

## Политички рад
Иван Војнић Тунић дао је допринос напорима за присаједињење Суботице Краљевини Србији. Наиме, 5. новембра 1918, настојањем Блашка Рајића, у стану адвоката Владислава Манојловића донета је одлука да се у Суботици оснује Буњевачко-српски народни одбор. Шиме Милодановић је изабран на чело тог одбора. Учесници састанка који су изабрали Милодановића били су Блашко Рајић, браћа Владислав и Јован Манојловић (домаћини сусрета), Петар Бајић, Гавро Човић, Илија Кујунџић, Албе Малагурски, Радивој Миладиновић, Стипан Матијевић, Андрија Мазић, Ђурица Огњанов, Лазар Орчић, Јосо Прћић, Марко Протић, Тошо Сегединчев, Војислав Станковић, Богдан Свирчевић, Јосо Војнић Хајдук и др., а међу њима Иван Војнић Тунић. Две трећине присутних били су Буњевци, а трећина Срби. Одлучено је да се оснује народна стража. Одбор је распуштен 26. децембра 1918. одлуком Народне управе за Бачку, Банат и Барању.
На Великој народној скупштини у Новом Саду 25. новембра 1918. проглашено је прикључење Барање, Бачке и Баната Краљевини Србији и основан тело Велики народни савет чија је надлежност била да „доноси потребне уредбе и наредбе, поставља Народну управу и врши надзор над њом”. Стипан Војнић Тунић је био међу тим суботичким Буњевцима које су били ушли у састав тог тела, поред Блашка Рајића, Мирка Ивковића Ивандекића, Фабијана (Бабијана) Малагурског, Војислава Станковића и Ивана Војнића Тунића.

## Културно-просветни рад
Након оснивања Буњевачке градске велике гимназије постао је привремени управник те институције. Фебруара 1919. године тражио је Градског Сената Суботице средства за набавку школских уџбеника у Загребу за нову школску годину. Маја исте године постао је заменик директора. Следеће школске године постао је директор.